# Bột Hải Cao vương
Bột Hải Cao Vương (645 - 719) là người sáng lập của Vương quốc Bột Hải vào năm 698. Ông vốn tên là Dae Jo-Young (대조영, Hán-Việt: Đại Tộ Vinh), con trai của Dae Jung-sang (Phiên âm Hán Việt là Đại Trọng Tượng). Nói về nguồn gốc dân tộc của ông vẫn còn là 1 bí ẩn. Các nhà sử học ngày nay đều theo ý khác nhau, không thống nhất về dân tộc của ông. Các sử gia Triều Tiên và Hàn Quốc cho rằng ông là người Triều Tiên, nhưng các sử gia Trung Quốc lại cho rằng ông là người Mạt Hạt (thổ dân sống tại vùng Mãn Châu mà thuộc Trung Quốc ngày nay, tổ tiên của người Nữ Chân rồi sau đó là người Mãn Châu) thuộc lịch sử của Trung Quốc. Các sử gia Nga cho rằng ông là người Tungus thuộc lịch sử Nga. Các sử gia Nhật Bản cho rằng ông là người Sumo thuộc lịch sử Nhật Bản. Miếu hiệu: Bột Hải Thái Tổ.

## Thuở ban đầu
Dae Jo-Young sinh ra vào khoảng cuối đời Cao Câu Ly (theo Cựu Đường thư thì Dae Jo-Young sinh năm 645 khi vua Đường Thái Tông đang thân chinh dẫn quân Đường đi đánh thành Ansi (An Thị) của Cao Câu Ly). Ông từng góp sức trong cuộc kháng chiến của quân dân Cao Câu Ly chống quân Đường xâm lược những năm 661 - 662.
Nước Tân La sau đó liên kết với nhà Đường (lúc bấy giờ nhà Đường bị hoàng hậu Võ Tắc Thiên thống trị) đánh và diệt Cao Câu Ly năm 668, biến lãnh thổ Cao Câu Ly thành An Đông đô hộ phủ. Dae Jo-Young cùng cha là Đại Trọng Tượng lại anh dũng đứng lên chống lại quân nhà Đường, đánh nhau với họ nhiều trận, tham gia nghĩa quân của Cao An Thắng và Kiếm Mưu Sầm nhưng nghĩa quân này nhanh chóng tan rã năm 674 vì Cao An Thắng phản bội giết hại Kiếm Mưu Sầm.
Dae Jo-Young lại cùng cha là Đại Trọng Tượng tiếp tục tham gia hội Đông Minh Thiên Khí Cái Thế (東明天氣盖世) của Bảo Tạng Vương ám sát các quan lại nhà Đường ở An Đông đô hộ phủ tại Liêu Đông từ năm 677 đến năm 681. Khi Bảo Tạng Vương bị Tiết Nhân Quý phát hiện và bị bắt sang nhà Đường thì Đông Minh Thiên hội tan rã. Có thuyết nói Dae Jo-Young cũng bị bắt sang Trường An nhà Đường nhưng nhờ sự giúp đỡ của các tướng Đường gốc ngoại tộc như Cao Xá Kê (Go Sagye) gốc Cao Câu Ly, Hắc Xỉ Thường Chi (Heukchi Sangji) gốc Bách Tế, A Sử Na Mặc Xuyết gốc Đột Quyết, Khả hãn Khiết Đan là Lý Tận Trung cùng em vợ là Tôn Vạn Vinh, Dae Jo-Young mới thoát được về An Đông đô hộ phủ - lãnh thổ Cao Câu Ly cũ. Dae Jo-Young lấy vợ và sinh con trai cả là Đại Vũ Nghệ vào năm 682 tại An Đông đô hộ phủ.

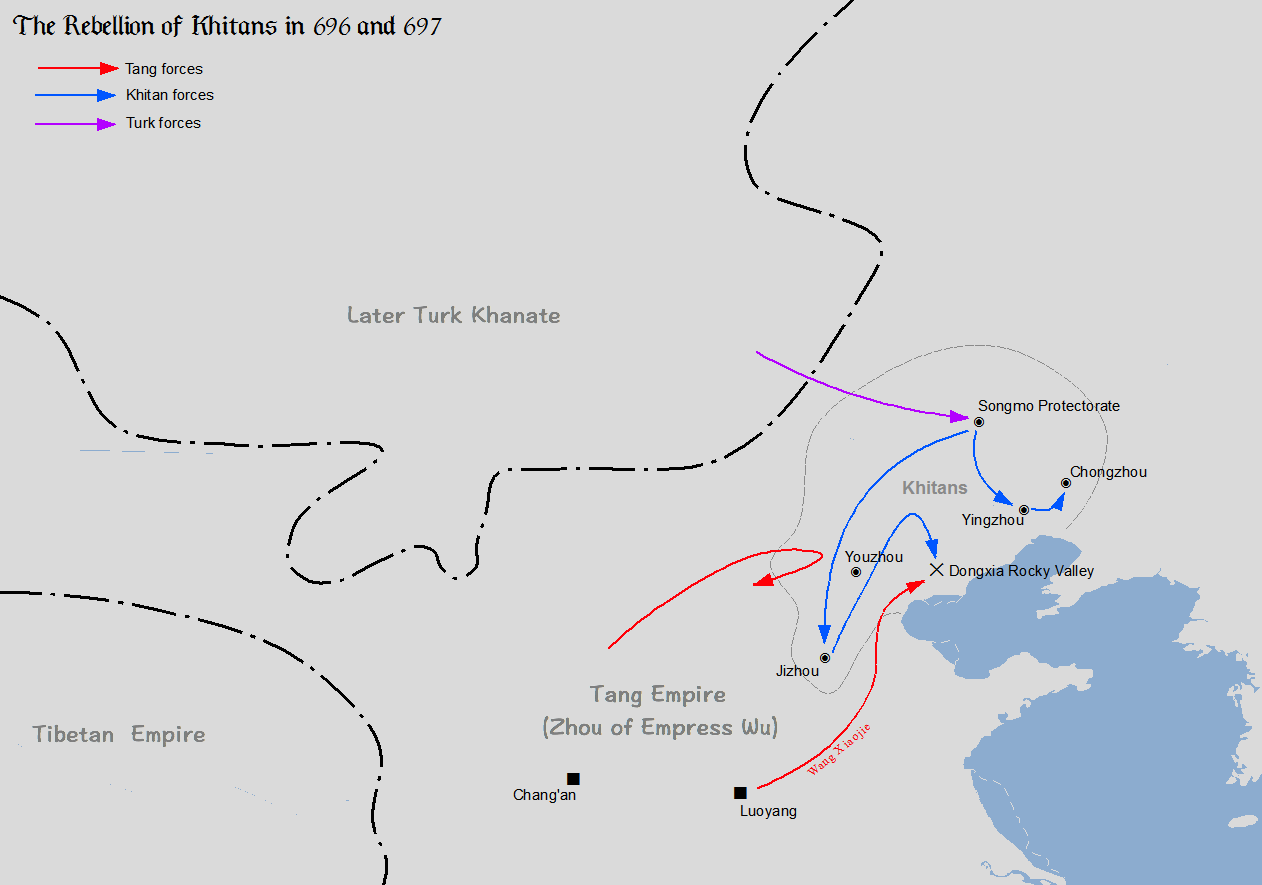
Bản đồ thể hiện cuộc nổi dậy của người Khiết Đan do Vô thượng Khả hãn Lý Tận Trung và Tôn Vạn Vinh lãnh đạo năm 696 chống lại nhà Chu của Võ Tắc Thiên. Nhờ Vương Hiếu Kiệt dẫn quân Chu tấn công Đông Hạp Thạch Cốc, rồi đến A Sử Na Mặc Xuyết dẫn quân Đột Quyết tấn công vào kinh đô Đại Khiết Đan quốc năm 697, cuộc nổi dậy của người Khiết Đan mới bị dập tắt.

Khi ấy, theo "chính sách nới lỏng", khu vực Khiết Đan nằm dưới sự kiểm soát của nhà Chu của Võ Tắc Thiên bởi Thứ sử Doanh Châu (thuộc khu vực Triều Dương, Liêu Ninh, Trung Quốc hiện nay) là Triệu Văn Hối. Hai thủ lĩnh Khiết Đan địa phương là Tùng Mạc đo đốc Lý Tận Trung và Thành Châu Thứ sử Tôn Vạn Vinh, em vợ của Lý Tận Trung là cấp dưới của Triệu Văn Hối. Sự phản đối gia tăng do hành vi của Triệu Văn Hối, người đã coi các thủ lĩnh Khiết Đan như người hầu của mình và từ chối giúp đỡ trong nạn đói xảy ra ở khu vực Khiết Đan vào năm 696. Theo "chính sách nới lỏng", nhà Chu phải cung cấp sự cứu viện nạn đói. Khi Triệu Văn Hối không làm như vậy, Lý Tận Trung và Tôn Vạn Vinh đã phát động một cuộc nổi loạn vào tháng 5 năm 696 (khi Võ Tắc Thiên lên ngôi được 6 năm). Họ dẫn quân từ đất Tùng Mạc và Thành Châu đánh chiếm Doanh Châu, giết Thứ sử là Triệu Văn Hối. Tướng cũ của Cao Câu Ly là Đại Trọng Tượng (大仲象 Dae Jung-sang) và con trai là Dae Jo-Young (大祚榮 Đại Tộ Vinh) ở núi Đông Mưu (Dongmo, nay thuộc Mãn Châu, Trung Quốc) đã liên minh với thủ lĩnh Bạch Sơn Mạt Hạt là Khất Tứ Bỉ Vũ (걸사비우, 乞四比羽 bính âm: Gulsabiwu) và các thủ lĩnh của các bộ tộc vùng Hắc Long Giang hỗ trợ cho Lý Tận Trung và Tôn Vạn Vinh chống lại Đại Chu. Lý Tận Trung tự xưng là "Vô Thượng Khả hãn" (無上可汗), kiến lập quốc gia Đại Khiết Đan Quốc.
Võ Tắc Thiên phản ứng đầu tiên bằng cách cử một đội quân 28 tướng nhà Chu (trong đó có thủ lĩnh Phất Niết Mạt Hạt là Lý Đa Tộ) chỉ huy đến đàn áp, đổi gọi Lý Tận Trung thành Lý "Tận Diệt" ("盡滅", nghĩa là "tiêu diệt tận gốc họ Lý"), Tôn Vạn Vinh là Tôn "Vạn Trảm" ("萬斬", nghĩa là "trảm vạn lần họ Tôn"). Tuy nhiên lực lượng nhà Chu đi đàn áp này bị quân Khiết Đan đánh bại ở hẻm núi Hạp Thạch Cốc (gần huyện Lư Long, tỉnh Hà Bắc, Trung Quốc ngày nay) vào tháng 8 năm 696, liên tiếp các tướng nhà Chu đều chết trận. Võ Tắc Thiên đã rất ngạc nhiên trước thông báo về sự thất bại này và bà ta nhanh chóng ban hành các sắc lệnh phát động một cuộc tấn công mới vào quân Khiết Đan nổi dậy này. Quân Khiết Đan tiếp tục giành chiến thắng trên chiến trường. Thủ lĩnh Phất Niết Mạt Hạt là Lý Đa Tộ phải thu nhặt tàn quân Chu rút về Lạc Dương. Sau đó quân Đại Khiết Đan quốc của Lý Tận Trung và Tôn Vạn Vinh đánh chiếm Chongzhou ở phía đông bắc Doanh Châu. Dưới tình thế ấy, Thiên Thiện Khã hãn của Hãn quốc Hậu Đột Quyết là A Sử Na Mặc Xuyết trong lúc này lại đem quân đánh Lương Châu nhà Chu, bắt đô đốc Hứa Khâm Minh.
Nhận lệnh của Vô Thượng Khả hãn Lý Tận Trung, Đại Trọng Tượng (大仲象 Dae Jungsang) và Dae Jo-Young (大祚榮 Đại Tộ Vinh), Khất Tứ Bỉ Vũ (乞四比羽 Gulsabiwu) dẫn 8000 tàn dân quân gồm người Cao Câu Ly và người Mạt Hạt (Malgal) quay về núi Đông Mưu (Dongmo, nay thuộc Mãn Châu, Trung Quốc) phối hợp với quân đội của các bộ tộc quanh Hắc Long Giang chuẩn bị đánh chiếm các thành trì của nhà Chu ở Liêu Đông. Bên cạnh đó, Vô Thượng Khả hãn Lý Tận Trung còn lệnh cho Lý Giai Cố (李楷固) cùng tướng dưới quyền Lý Giai Cố là Lạc Vũ Chỉnh (駱務整) dẫn quân Khiết Đan từ đất Tùng Mạc phía tây bắc Doanh Châu vượt Vạn Lý Trường Thành, chiếm Du Quan (nay là Sơn Hải quan, Trung Quốc), phối hợp với quân đội của bộ tộc Khố Mạc Hề (Kumo Xi) phía tây nam cùng tấn công vùng đất Đàn Châu nhà Chu.
Đại Trọng Tượng và Dae Jo-Young ở núi Đông Mưu đưa quân đánh phá gây tiêu hao binh lực nhà Chu của Võ Tắc Thiên ở thành Khứ Đán Châu (Hangul: 거단주, Keodanju; chữ Hán: 去旦州), Mộc Để Châu (Hangul: 목저주; chữ Hán: 木底州), Bái Hán Châu (Hangul: 배한주,; chữ Hán: 拜漢州/拜汉州),... tại Liêu Đông. An Đông đô hộ là Bùi Huyền Khê (裴玄珪) ở nhiệm sở Tân Thành (nay là Phú Thuận, Liêu Ninh, Trung Quốc) cũng bị quân của Dae Jo-Young tấn công nhiều lần. Bùi Huyền Khê phải rút quân Chu khỏi Tân Thành và Tân Thành nhà Chu bị Dae Jo-Young chiếm đóng. Quân Chu ở ba thành trì Khứ Đán Châu, Mộc Để Châu, Bái Hán Châu và ba thành trì khác xung quanh Tân Thành đều quy hàng Đại Trọng Tượng. An Đông đô hộ phủ của nhà Chu bị chấn động.
Còn Lý Giai Cố và Lạc Vũ Chỉnh dẫn quân Khiết Đan chiếm hàng loạt các thành trì nhà Chu của Võ Tắc Thiên như Đàn Châu, Bắc Bình (nay là Tần Hoàng Đảo, Hà Bắc, Trung Quốc), Ngư Dương (nay thuộc Kế Châu, Thiên Tân, Trung Quốc), U Châu (nay là Bắc Kinh, Trung Quốc), Úy Châu (nay tương đương với Trương Gia Khẩu, Trung Quốc), Dịch Châu (nay thuộc một phần của Bảo Định, Hà Bắc, Trung Quốc), Mã Ấp (nay thuộc Sóc Châu, Sơn Tây, Trung Quốc), Nhạn Môn Quan (nay thuộc Hãn Châu, Sơn Tây, Trung Quốc).
Đại Trọng Tượng (Dae Jungsang) và Dae Jo-Young ở Tân Thành thuộc Liêu Đông tiếp tục chia quân cho Khất Tứ Bỉ Vũ (Gulsabiwu) đánh chiếm Liêu Đông thành của nhà Chu và chia quân cho Gaepilsamun đánh chiếm thành Bạch Nham thành (Baegam, nay là Yên Châu làng của Liêu Dương, Liêu Ninh, Trung Quốc) của nhà Chu. Tuy nhiên khi Đại Trọng Tượng, Dae Jo-Young, Gaepilsamun, Khất Tứ Bỉ Vũ mang toàn quân tấn công thành Ansi nhà Chu (nay thuộc Liêu Ninh, Trung Quốc) thì gặp rất nhiều khó khăn do sự kiên cố của tòa thành Ansi (thành Ansi này từng đánh tan quân Tùy và quân Đường xâm lược Cao Câu Ly ngày xưa). An Đông đô hộ Bùi Huyền Khê (裴玄珪) biết tin thì nhanh chóng đưa quân Chu tái chiếm nhiệm sở của An Đông đô hộ phủ là Tân Thành (nay là Phú Thuận, Liêu Ninh, Trung Quốc) từ tay quân Cao Câu Ly của Đại Trọng Tượng. Không lâu sau, thấy Đại Trọng Tượng và Dae Jo-Young vì muốn khôi phục Cao Câu Ly nên mới nỗ lực tấn công thành Ansi, dân chúng Cao Câu Ly trong thành Ansi nổi dậy chống lại quân Chu, mở cổng thành Ansi cho quân của Đại Trọng Tượng và Dae Jo-Young tràn vào thành. Các tướng nhà Chu giữ thành Ansi đều bị giết. Thành Ansi rơi vào tay quân Cao Câu Ly của cha con Đại Trọng Tượng và Dae Jo-Young.
Tháng 10 (ÂL) cùng năm 696, Vô Thượng Khả hãn của Đại Khiết Đan quốc là Lý Tận Trung qua đời vì bệnh tật, em vợ là Tôn Vạn Vinh lên thay làm Khả hãn để tiếp tục công cuộc chống đối nhà Chu. Võ Tắc Thiên liên tục mở các cuộc phản công vào Đại Khiết Đan quốc, liên minh với Thiên Thiện Khả hãn A Sử Na Mặc Xuyết của Hãn quốc Hậu Đột Quyết tiêu diệt Đại Khiết Đan quốc vào tháng 5 năm 697. Khả hãn Tôn Vạn Vinh bị ám sát. Người Khiết Đan bỏ chạy sang Liêu Hà ở phía đông trong sự hỗn loạn. Thiên Thiện Khả hãn A Sử Na Mặc Xuyết, A Sử Na Bặc Câu và A Sử Đức Nguyên Trân dẫn quân Đột Quyết, phối hợp với quân nhà Chu và Khố Mạc Hề (Kumo Xi) do Lâu Sư Đức và Shatuo Zhongyi chỉ huy, tấn công dân chúng Khiết Đan ở Liêu Hà. Dae Jo-Young ở thành Ansi nghe tin thì đưa quân Cao Câu Ly đến Liêu Hà để cứu dân chúng Khiết Đan đang bị liên quân Chu - Đột Quyết - Khố Mạc Hề tấn công. Liên quân Chu - Đột Quyết - Khố Mạc Hề bị Dae Jo-Young đánh lui. Dae Jo Young chỉ cứu được một nhóm dân chúng Khiết Đan và Dae Jo-Young cho an trí họ ở 9 thành trì do mình kiểm soát tại Liêu Đông. Tuy nhiên vẫn còn nhiều nhóm người Khiết Đan ở xung quanh khu vực Liêu Hà đó, họ tụ tập lại chờ thời cơ đánh trả lại nhà Chu của Võ Tắc Thiên. Tướng của Khả hãn Tôn Vạn Vinh là Lý Giai Cố (李楷固) và tướng dưới quyền Lý Giai Cố là Lạc Vũ Chỉnh (駱務整) quy hàng Võ hoàng nhà Chu. Võ Tắc Thiên ban đầu muốn xử trảm Lý Giai Cố và Lạc Vũ Chỉnh vì họ từng làm lung lay chính quyền của bà, nhưng Địch Nhân Kiệt đã can ngăn và khuyên bà phong cho 2 người họ làm tướng nhà Chu. Võ hoàng đồng ý và làm theo lời của Địch Nhân Kiệt.
Sau cuộc nổi dậy của Lý Tận Trung và Tôn Vạn Vinh bị dập tắt, tộc người Khiết Đan ở phía bắc Doanh Châu nhà Chu bắt đầu trung thành với người Đột Quyết như Thiên Thiện Khả hãn A Sử Na Mặc Xuyết và Võ Tắc Thiên đã lên kế hoạch từ ban đâu vào năm 696. Người Khố Mạc Hề (Kumo Xi) cũng thần phục A Sử Na Mặc Xuyết. Võ Tắc Thiên cũng bổ nhiệm một thủ lĩnh người Khiết Đan mới tên là Lý Thất Hoạt (李失活) làm Khả hãn mới của tộc Khiết Đan phía bắc Doanh Châu nhà Chu. Lý Giai Cố và Lạc Vũ Chỉnh sau đó được Võ Tắc Thiên phái đi trấn áp các lực lượng Khiết Đan còn chống đối nhà Chu ở Liêu Hà phía đông bắc nhà Chu. Cha con Đại Trọng Tượng (Dae Jungsang) và Dae Jo-Young khi đó đang di dời quân đội, dân cư từ các thành Ansi, Liêu Thành và Baekham sang núi Đông Mưu (Dongmo, nay thuộc Mãn Châu, Trung Quốc) và núi Bạch Đầu (Baekdu), với ý định xây dựng kinh đô cho quốc gia mới ở núi Đông Mưu. Quân Chu do Lý Giai Cố và Lạc Vũ Chỉnh chỉ huy sau đó trấn áp thành công các lực lượng người Khiết Đan ở Liêu Hà. Một lực lượng Khiết Đan còn lại tiếp tục chạy sang phía đông đi theo đoàn quân của cha con Đại Trọng Tượng và Dae Jo-Young.
Năm 698 Đại Trọng Tượng (大仲象 Dae Jung-sang) và con trai là Dae Jo-Young (大祚榮 Đại Tộ Vinh) cùng với thủ lĩnh Bạch Sơn Mạt Hạt là Khất Tứ Bỉ Vũ (걸사비우, 乞四比羽 bính âm: Qǐsì bǐyǔ) vẫn chống đối nhà Chu của Võ Tắc Thiên. Theo Tân Đường thư, Võ Tắc Thiên đã phái sứ giả sang Liêu Đông sắc phong cho Đại Trọng Tượng là Chấn Quốc công và phong cho Khất Tứ Bỉ Vũ là Hứa Quốc công để yên lòng họ. Khất Tứ Bỉ Vũ đã từ chối chức danh Hứa Quốc công này. Nghe tin Đại Trọng Tượng, Dae Jo-Young và Khất Tứ Bỉ Vũ đang di dời quân đội và dân chúng từ ba thành Ansi, Liêu Thành và Baekham đến núi Đông Mưu và núi Bạch Đầu (Baekdu), tháng 5 (ÂL) cùng năm, Võ Tắc Thiên phái Lý Giai Cố và Lạc Vũ Chỉnh dẫn 200.000 quân Chu tấn công đoàn quân của Đại Trọng Tượng và Khất Tứ Bỉ Vũ. Lý Giai Cố và Lạc Vũ Chỉnh liền dẫn quân Chu chiếm lại các thành Ansi, Liêu Thành và Baekham đang bị bỏ trống, rồi tiếp tục dẫn quân Chu đuổi theo để chặn đánh nghĩa quân của Đại Trọng Tượng và Khất Tứ Bỉ Vũ giữa đường. Hai lãnh đạo Đại Trọng Tượng và Khất Tứ Bỉ Vũ đã cố gắng chống lại cuộc tấn công của Lý Giai Cố và Lạc Vũ Chỉnh nhà Chu nhưng do quân số ít hơn nên đành phải rút lui. Quân Chu của Lý Giai Cố và Lạc Vũ Chỉnh tàn sát dân chúng của nghĩa quân rất nhiều. Thấy Lý Giai Cố và Lạc Vũ Chỉnh cho quân Chu hạ trại chặn đường đến núi Đông Mưu, Đại Trọng Tượng và Khất Tứ Bỉ Vũ, Dae Jo-Young sau đó cho đoàn quân và dân chúng di chuyển vòng qua doanh trại quân Chu đi theo hướng đông bắc, liên tiếp để các toán quân đoạn hậu chặn quân Chu truy kích, giúp nghĩa quân có nhiều thời gian di dời dân chúng đến gần núi Đông Mưu và Bạch Đầu (Baekdu) hơn. Lý Giai Cố và Lạc Vũ Chỉnh liên tục tấn công nghĩa quân, giết dân chúng.
Đại Trọng Tượng và Dae Jo-Young cùng đoàn quân và dân chúng đến chân núi Cheonmunryeong (tiếng Trung: 天門嶺; Hán-Việt: Thiên Môn Lĩnh; bính âm: Tiānmén lǐng) thì phái Khất Tứ Bỉ Vũ (Gulsabiwu) dẫn 5000 quân Mạt Hạt chặn đường vào núi của quân Chu. Sau đó Đại Trọng Tượng và Dae Jo Young dẫn dân chúng đi vào hẻm núi Cheonmunryeong để đến núi Đông Mưu và núi Bạch Đầu (Baekdu).
Đại Trọng Tượng và Dae Jo-Young dẫn 8000 tàn quân và dân chúng (chủ yếu là người Cao Câu Ly và người Mạt Hạt) đến được núi Đông Mưu và núi Baekdu thì cho an trí quân đội và dân chúng. Sau đó Đại Trọng Tượng và Dae Jo-Young dẫn quân quay lại Cheonmunryeong (Thiên Môn Lĩnh) giúp Khất Tứ Bỉ Vũ ngăn cản quân Chu của Lý Giai Cố và Lạc Vũ Chỉnh. Lý Giai Cố và Lạc Vũ Chỉnh liên tục tấn công nghĩa quân ở Cheonmunryeong. Cả Khất Tứ Bỉ Vũ và Đại Trọng Tượng đều chết trong cuộc đại chiến tại Cheonmunryeong gần núi Đông Mưu này, nhưng Dae Jo-Young đã lãnh đạo những quân lính Cao Câu Ly và Mạt Hạt còn lại và tiếp tục chống lại quân nhà Chu do Lý Giai Cố và Lạc Vũ Chỉnh chỉ huy.

## Thành lập nước Đại Chấn

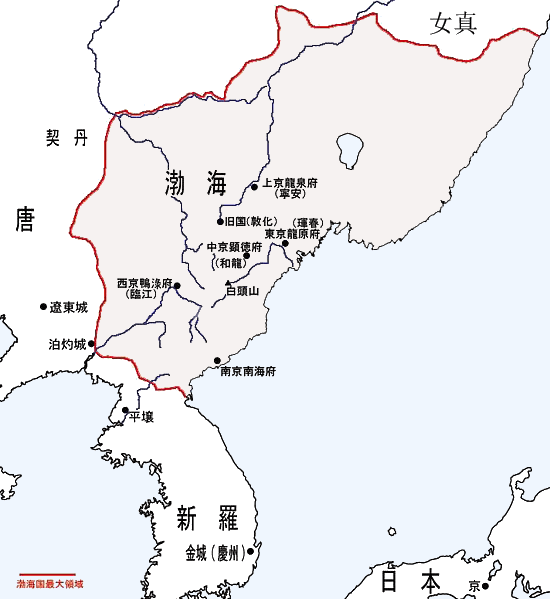
Đại Tộ Vinh lập vương quốc Đại Chấn (Daejin) năm 698 sau khi đánh bại quân nhà Chu của Võ Tắc Thiên, sang năm 712 đổi tên thành vương quốc Bột Hải (Balhae).

Dae Jo-Young đặt 1000 địa điểm mai phục, tiến hành đánh du kích, tập kích quân Chu của Lý Giai Cố và Lạc Vũ Chỉnh 1000 lần. Trận đánh giữa Dae Jo-Young và quân nhà Chu của Lý Giai Cố và Lạc Vũ Chỉnh rất ác liệt tiếp tục diễn ra tại Cheonmunryeong (tiếng Trung: 天門嶺; Hán-Việt: Thiên Môn Lĩnh; bính âm: Tiānmén lǐng) cùng năm 698, và kết quả là quân của Dae Jo-Young đã chiến thắng. Để thực hiện giấc mơ của cha mình, ông giành lấy 1 miền lãnh thổ rộng lớn của Mãn Châu ngày nay, lập ra vương quốc Đại Chấn (Daejin), tự xưng là Chấn vương, niên hiệu là Thiên Thống (Cheontong), xây dựng kinh thành tại gần núi Đông Mưu, nên thành cũng được đặt tên là Đông Mưu (nay thuộc tỉnh Cát Lâm, Trung Quốc). Đất nước của ông được thành lập cùng năm 698. Đại Vũ Nghệ là con trưởng của Dae Jo-Young, vừa có ý chí như Dae Jo-Young nên Đại Vũ Nghệ đã được Dae Jo-Young lập làm Thái tử.
Sau khi lên ngôi vua, Dae Jo-Young mở rộng ảnh hưởng của mình đến nhà Chu, tộc Đột Quyết, tộc Khiết Đan và nước Tân La với những tộc Mạt Hạt độc lập.
Tin truyền hậu duệ của Cao Câu Ly với chí lực và võ nghệ cao cường đã xây thành ở núi Đông Mưu và chuẩn bị mở rộng đất đai vừa lan ra thì nhưng tàn dân thuộc vùng đất xưa của Cao Câu Ly liền nhanh chóng tụ tập, tạo nên cốt lõi cho nhà nước mới. Sách Cựu Đường thư ghi rằng vương quốc ban đầu có khoảng 100.000 hộ gia đình và hàng chục nghìn binh lính, cho thấy dân số của nước Đại Chấn khi đó vào khoảng 500.000 người. Chấn vương Dae Jo-Young phái sứ giả sang Hãn quốc Hậu Đột Quyết, lập liên minh chống nhà Chu với Thiên Thiện Khả hãn A Sử Na Mặc Xuyết.

## Cai trị nước Đại Chấn và đổi tên sang Bột Hải
Năm Thiên Thống thứ hai (699), Chấn vương Dae Jo-Young cho trích lọc những cái hay của các bộ luật, quốc pháp của nhà Đường, nước Bách Tế (Baekje) cũ, nước Cao Câu Ly (Goguryeo) cũ, nhà Chu, nước Tân La (Silla), nước Hãn quốc Hậu Đột Quyết, tộc Khiết Đan, tộc Khố Mạc Hề (Kumo Xi), tộc Bạch Sơn Mạt Hạt và tộc Hắc Sơn Mạt Hạt. Kế đó, Chấn vương Dae Jo-Young soạn ra bộ luật cho nước Đại Chấn, gọi là Thiên Thống Luật (Cheontong Lu). Thiên Thống Luật này có vai trò quan trọng trong việc cai trị đất nước, tương tự như Hiến Pháp của các quốc gia ngày nay. Thiên Thống Luật của Dae Jo-Young xác định rằng nước Đại Chấn này là hậu duệ của nước Cao Câu Ly (Goguryeo) cũ, coi vua Đông Minh Vương Cao Chu Mông là tổ tiên của nước Cao Câu Ly cũ và nước Đại Chấn. Nước Đại Chấn của Chấn vương Dae Jo-Young dùng ngôn ngữ là tiếng Cao Câu Ly, chữ viết là chữ Cao Câu Ly.
Vì nước Cổ Triều Tiên (2333 TCN - 108 TCN) được khai sinh trên núi Bạch Đầu (Baekdu, nay là núi Trường Bạch) nên Chấn vương Dae Jo-Young cử hành các nghi lễ tế tự thờ núi Bạch Đầu như các quốc gia Phù Dư (Buyeo), Cao Câu Ly (Goguryeo) từng thực hiện.
Cùng năm 699, Chấn vương Dae Jo-Young dẫn quân Đại Chấn đánh chiếm nhiệm sở của An Đông đô hộ phủ là Tân Thành (này là Phú Thuận, Liêu Ninh, Trung Quốc). An Đông đô hộ Bùi Huyền Khê (裴玄珪) phải bỏ Tân Thành chạy trốn. Võ Tắc Thiên đổi nhiệm sở An Đông đô hộ phủ từ Tân Thành đã rơi vào tay Dae Jo-Young sang khu vực phía tây của Liêu Đông.

Bản đồ Tiểu Cao Câu Ly (màu xanh nhạt) của Cao Câu Ly vương Cao Đức Vũ (Go Deokmu) và nước Đại Chấn (màu xanh đậm) của Chấn vương Dae Jo-Young khi cùng nhau chống lại nhà Chu của Võ Tắc Thiên từ năm 699 đến năm 705.

Năm Thiên Thống thứ 3 (700), theo Tân Đường thư, thấy Chấn vương Dae Jo-Young đang xây dựng nước Đại Chấn (Daejin) ở đông bắc Liêu Đông và Cao Câu Ly vương Cao Đức Vũ (Go Deokmu) lập quốc Tiểu Cao Câu Ly ở Liêu Đông, Võ Tắc Thiên phong cho Lý Giai Cố (李楷固) làm Yên Quốc công, ban quốc tính họ Võ cho Lý Giai Cố (gọi là Võ Giai Cố), rồi phái Võ Giai Cố dẫn 200.000 quân Chu tấn công Dae Jo-Young và Cao Đức Vũ bởi Võ Giai Cố biết rõ về Dae Jo-Young và Cao Đức Vũ. Yên Quốc công Võ Giai Cố chia quân cho Lạc Vũ Chỉnh tấn công biên giới Tiểu Cao Câu Ly rồi đích thân dẫn quân Chu tấn công các thành trì biên giới nước Đại Chấn. Chấn vương Dae Jo-Young dẫn quân đến hỗ trợ các thành trì chống quân Chu. Cao Câu Ly vương Cao Đức Vũ cũng dẫn quân đến biên giới giao tranh với quân đội nhà Chu của Lạc Vũ Chỉnh. Chấn vương Dae Jo-Young và Cao Câu Ly vương Cao Đức Vũ cùng Yên Quốc công Võ Giai Cố và Lạc Vũ Chỉnh kịch chiến với nhau ở bắc Liêu Đông và đông bắc Liêu Đông.
Năm Thiên Thống thứ 4 (701), quân Hãn quốc Hậu Đột Quyết của Thiên Thiện Khả hãn A Sử Na Mặc Xuyết lại vượt Vạn Lý Trường Thành, xâm phạm biên giới nhà Chu. Chấn vương Dae Jo-Young đánh tan quân Chu của Yên Quốc công Võ Giai Cố, giải vây cho các thành trì biên giới nước Đại Chấn. Cao Câu Ly vương Cao Đức Vũ (Go Deokmu) cũng đánh tan quân đội nhà Chu của Lạc Vũ Chỉnh ở biên giới Tiểu Cao Câu Ly. Thiên Thiện Khả hãn A Sử Na Mặc Xuyết sai sứ sang nước Đại Chấn yêu cầu Chấn vương Dae Jo-Young hỗ trợ mình chống lại nhà Chu. Chấn vương Dae Jo-Young đồng ý và gửi 1 cánh quân Đại Chấn sang giúp A Sử Na Mặc Xuyết đánh các thành trì nhà Chu.
Yên Quốc công Võ Giai Cố nghe tin thì kêu gọi Khả hãn Lý Thất Hoạt của tộc Khiết Đan phía bắc Doanh Châu và tộc Hắc Sơn Mạt Hạt đông bắc nước Đại Chấn cùng tấn công biên giới nước Đại Chấn. Chấn vương Dae Jo-Young chia quân làm ba cánh: cánh quân thứ nhất đi trấn áp tộc Hắc Sơn Mạt Hạt phía đông bắc, cánh quân thứ hai đánh đuổi tộc Khiết Đan phía tây bắc và cánh quân thứ ba tấn công các thành Baekam, Liêu Thành của nhà Chu phía tây nam. Cánh quân Đại Chấn thứ nhất đánh tan quân Hắc Sơn Mạt Hạt, chiếm lấy lãnh thổ của họ, chiếm lại ngọn núi đầy muối ven biển vốn thuộc Cao Câu Ly (Goguryeo) ngày xưa. Người Hắc Sơn Mạt Hạt phải chạy lên phía bắc. Cánh quân Đại Chấn thứ hai đánh tan quân Khiết Đan của Khả hãn Lý Thất Hoạt. Lý Thất Hoạt phải lui quân về Liêu Hà phía tây. Cánh quân Đại Chấn thứ ba thì bị Yên Quốc công Võ Giai Cố và Lạc Vũ Chỉnh cầm chân ở phía bắc Liêu Đông.
Trong khi đó Thiên Thiện Khả hãn A Sử Na Mặc Xuyết liên tục đánh chiếm các thành trì ở tây bắc nhà Chu, sắp tiến đến Trường An (nơi Võ hoàng đang ở). Chính quyền của Võ hoàng một lần nữa bị lung lay giống như 5 năm trước Khả hãn Tôn Vạn Vinh người Khiết Đan từng cho quân Khiết Đan nam hạ đánh sắp đến Lạc Dương. Thấy tình hình nguy cấp, Võ Đán phụng mệnh Võ hoàng đi đánh dẹp quân Đột Quyết của A Sử Na Mặc Xuyết đang tiến sâu vào lãnh thổ nhà Chu, nhưng sau đó quân Đột Quyết của A Sử Na Mặc Xuyết lui quân trước.
Năm Thiên Thống thứ 5 (702) Chấn vương Dae Jo-Young gọi cánh quân Đại Chấn đang đánh với quân Chu của Yên Quốc công Võ Giai Cố và Lạc Vũ Chỉnh ở phía bắc Liêu Đông trở về. Võ Tắc Thiên dường như đang dự tính thêm hành động quân sự ở phía đông bắc và giao tể tướng Ngụy Nguyên Trung chỉ huy. Thủ lĩnh Phất Niết Mạt Hạt là Lý Đa Tộ được Võ Tắc Thiên phong làm quyền chỉ huy tại U Châu (幽州, gần Bắc Kinh ngày nay), với sự hỗ trợ của các tướng Tiết Nột (con trai của Tiết Nhân Quý, nhân gian gọi là Tiết Đinh San) và Lạc Vũ Chỉnh (駱務整). Tuy nhiên, có vẻ như hành động quân sự này đã không được phát động trong năm 702.
Năm Thiên Thống thứ 7 (704), Yên Quốc công Võ Giai Cố và Lạc Vũ Chỉnh lại dẫn quân Chu tiến đánh nước Đại Chấn của Chấn vương Dae Jo-Young.
Năm Thiên Thống thứ 8 (705) Đường Trung Tông lật đổ Võ Tắc Thiên, lấy lại quốc hiệu Đại Đường, Võ Giai Cố đang đánh Dae Jo-Young phải đổi cờ xí Đại Chu sang Đại Đường và lấy lại họ Lý (gọi là Lý Giai Cố). Trận đánh giữa Dae Jo-Young và quân nhà Đường rất ác liệt cùng năm, và kết quả là quân của Dae Jo-Young đã chiến thắng. Tướng Lạc Vũ Chỉnh của quân Đường tử trận. Yên Quốc công Lý Giai Cố cùng 1000 tàn quân Đường rút chạy về Liêu Hà phía tây Liêu Đông. Dae Jo-Young dẫn quân Đại Chấn đánh chiếm lại các thành Baekam, Liêu Thành và Ansi từ quân Đường, sau đó bao vây Liêu Hà của nhà Đường. Lý Giai Cố dẫn quân Đường ra quyết chiến với quân Đại Chấn của Dae Jo-Young. Kết cục, Yên Quốc công Lý Giai Cố tử trận ở Liêu Hà, quân đội nhà Đường thua tan tác. Dae Jo-Young cho quân rút khỏi Liêu Hà, lui về phía đông để tránh quân đội Tiểu Cao Câu Ly của Cao Câu Ly vương Cao Đức Vũ (Go Deokmu) ở Liêu Đông.
Khi biết Đường Trung Tông đã lật đổ Võ Tắc Thiên, trung hưng lại cơ nghiệp họ Lý Đường, Chấn vương Dae Jo-Young bèn thay đổi chính sách, hòa giải với nhà Đường. Dae Jo-Young còn phái con trai thứ hai là Đại Môn Nghệ (大門藝, Dae Mun-ye) sang Trường An nhà Đường làm con tin. Trong năm 705, vua Đường Trung Tông dời nhiệm sở của An Đông đô hộ phủ từ phía tây Liêu Đông sang U Châu (nay là Bắc Kinh, Trung Quốc), đồng thời gọi An Đông đô hộ Đường Hưu Cảnh (唐休璟) từ phía tây Liêu Đông về U Châu.
Dae Jo-Young sau đó còn thiết lập quan hệ hữu hảo với Tiểu Cao Câu Ly của Cao Câu Ly vương Cao Đức Vũ (Go Deokmu) ở Liêu Đông vào năm Thiên Thống thứ 10 (năm 707).
Trong giao tiếp ngoại giao giữa Tân La (đời vua Tân La Thánh Đức vương) và Đại Chấn, vua Tân La Thánh Đức vương đã cố gắng phong cho Chấn vương Dae Jo-Young với danh hiệu tương đương với quan chức hạng năm ở Tân La là "Đại A Chấn (Dae Achan)" vào năm Thiên Thống thứ 13 (năm 710). Chấn vương Dae Jo-Young và người Đại Chấn không biết hệ thống cấp bậc được sử dụng ở Tân La nên họ đã chấp nhận danh hiệu này.
Chấn vương Dae Jo-Young sau đó còn thiết lập quan hệ hòa bình với tộc Khiết Đan của Khả hãn Lý Thất Hoạt (李失活) phía bắc Doanh Châu nhà Đường vào năm Thiên Thống thứ 14 (711).
Sau một thời gian, Chấn vương Dae Jo-Young nhận ra ý nghĩa của danh hiệu "Đại A Chấn (Dae Achan)" mà vua Tân La Thánh Đức vương phong cho mình. Ông đã tìm cách thay đổi địa vị quốc tế của quốc gia mình. Năm Thiên Thống thứ 15 (712), Chấn vương Dae Jo-Young đổi lại quốc hiệu từ Đại Chấn (Daejin) sang Bột Hải (Balhae), xưng là Bột Hải vương, sử sách gọi ông là Cao Vương.
Năm Thiên Thống thứ 16 (713), vua Đường Huyền Tông phong Bột Hải vương Dae Jo-Young làm Bột Hải quận vương (Bột Hải là tên của vùng biển bao quanh Liêu Đông và Sơn Đông nhà Đường). Cả nhà Đường và Tân La đều không công nhận vương quốc Bột Hải của Dae Jo-Young là quốc gia kế vị Cao Câu Ly. Nhà Đường coi vương quốc Bột Hải là một công quốc của người Mạt Hạt trong khi Tân La coi vương quốc Bột Hải là chư hầu của họ. Bột Hải vương Dae Jo-Young đối với Tân La cũng giữ quan hệ hòa bình, nhưng thực chất bên trong cũng muốn đánh Tân La vì Tân La từng giúp quân Đường tiêu diệt Cao Câu Ly (quốc gia tiền thân của Bột Hải). Từ năm 713 đến năm 721, vua Tân La Thánh Đức vương đã xây dựng bức tường phía bắc để duy trì hoạt động phòng thủ dọc biên giới, tránh bị vương quốc Bột Hải tấn công. Người kế nghiệp Bột Hải vương Dae Jo-Young là Bột Hải Vũ Vương Dae Muye sau này là người thay ông, đánh cho nước Tân La tan tác, cũng vì đất nước này trước đây đã hợp với quân Đường diệt Cao Cấu Ly năm 668 - nơi mà ông từng sống.
Năm Thiên Thống thứ 17 (714), vua Đường Huyền Tông dời nhiệm sở của An Đông đô hộ phủ từ U Châu (nay là Bắc Kinh, Trung Quốc) sang Bình Châu (nay là Lư Long, Hà Bắc, Trung Quốc), đồng thời gọi An Đông đô hộ Đan Tư Kính (单思敬) về Trường An. Vua Đường Huyền Tông phong cho Hứa Khâm Thấu (许钦凑) làm An Đông đô hộ.
Năm Thiên Thống thứ 20 (717) Khả hãn Lý Thất Hoạt của tộc Khiết Đan qua đời, Lý Sa Cố (李娑固) kế vị Khả hãn Khiết Đan và cũng duy trì hòa bình với Bột Hải vương Dae Jo-Young.
Thời gian này ở vương quốc Bột Hải, con trai thứ ba của Thái tử Đại Vũ Nghệ là Đại Khâm Mậu (cháu nội của Bột Hải vương Dae Jo-Young) ra đời (sau này Đại Khâm Mậu trở thành vua Bột Hải Văn Vương vĩ đại của vương quốc Bột Hải).

## Cái chết
Ngày 2 tháng 4 âm lịch năm 719, tức là tháng 6 dương lịch năm Thiên Thống thứ 22 (719), Bột Hải Cao Vương Dae Jo-Young băng hà, thọ 74 tuổi. Người con trai trưởng của ông là Đại Vũ Nghệ (Dae Muye) lên ngôi, tức là vua Bột Hải Vũ Vương. Dae Jo-Young đã để lại di chúc rằng "Đừng quên tinh thần Cao Câu Ly, hãy kế thừa tinh thần của Cao Câu Ly". Vũ Vương truy hiệu cho cha mình là Hiếu Cao đại vương là danh hiệu có tính tượng trưng cho "Vua của Cao Câu Ly", truyền lại ý chí mạnh mẽ cho các đời vua Bột Hải sau này. Ý nghĩa ấy được thể hiện trong việc dựng nên đại đế chế rộng lớn từ phía Bắc bán đảo Triều Tiên cho tới tận vùng Siberia của Nga ngày nay, từ phía Đông Bắc Trung Quốc tới bờ biển Thái Bình Dương.
Đặc biệt, đời vua thứ 10 của Bột Hải là Bột Hải Tuyên Vương (Balhae Sonwang) đã mở rộng đất nước và đánh chiếm tới tận vùng Hắc Long Giang ở phía Bắc (thuộc Trung Quốc), vùng sông Yongheung ở phía Nam (thuộc Bắc Triều Tiên). Vùng lãnh thổ ấy rộng lớn gấp 2,2~2,8 lần tổng diện tích bán đảo Triều Tiên ngày nay. Nhà Đường còn gửi sứ thần tới, thừa nhận sự tồn tại thực tế cũng như sức mạnh của Bột Hải, ngay cả những quốc gia cách xa tới 1,300 km cũng muốn giao dịch với Bột Hải và nhờ cậy bảo hộ. Bột Hải đã phát triển là một đại cường quốc, đã tập trung sức mạnh vào cả việc phát triển kinh tế và văn hóa, giao dịch thực hiện cả với vùng Ba Tư (Persia) xa xôi, thủ phủ Dongkyeongseong đã thành đô thị mang tầm thế giới. Nhưng sau thời Bột Hải Tuyên Vương, do tranh giành quyền lực giữa các quý tộc trở nên gay gắt nên Bột Hải đã bước vào con đường suy vong, bị diệt vong vào năm 926 do cuộc tấn công của Liêu Thái Tổ của nhà Liêu - người đã mơ tiến đến tận vùng lãnh thổ.

## Bí ẩn về nguồn gốc dân tộc
Nói về nguồn gốc dân tộc của Bột Hải Cao Vương - Dae Jo-Young đang là vấn đề mà các sử gia Triều Tiên - Hàn Quốc, Trung Quốc, Nga và Nhật Bản ngày nay bàn cãi, không đi theo một sự thống nhất.
Một số nhà sử học Trung Quốc theo sách "Cựu Đường thư" (được viết vào thế kỷ thứ X) đã cho rằng Dae Jo-Young là người Cao Câu Ly. Nội dung rằng sau khi Cao Câu Ly sụp đổ được 30 năm thì ông ấy đánh bại quân Đường ở Thiên Môn Lĩnh, thành lập quốc gia Đại Chấn, nhờ tộc Khiết Đan che chắn biên giới với nhà Đường và kích động Đột Quyết giao tranh với nhà Đường để ông ấy tranh thủ xây dựng quốc gia, được 14 năm thì đổi tên Đại Chấn thành Bột Hải. Theo nội dung này thì Đại Tộ Vinh và vương quốc Bột Hải thuộc lịch sử Triều Tiên và Hàn Quốc. Các nhà sử học Triều Tiên và Hàn Quốc cũng thừa nhận rằng vương quốc Bột Hải là vương quốc kế thừa Cao Câu Ly, là một phần của Thời đại Nam–Bắc Quốc trong lịch sử Triều Tiên.
Nhưng có nhiều người theo sách "Tân Đường thư" (được viết vào thế kỷ XI), cho rằng Dae Jo-Young không phải là người Cao Câu Ly, mà là người Mạt Hạt sống tại miền Mãn Châu ngày nay, thời đó từng nội thuộc vào Cao Câu Ly, nhưng sau đó đã tách ra độc lập. Vương quốc Bột Hải từng có mối liên hệ về văn hóa và chính trị chặt ché với nhà Đường của Trung Quốc. Ngoài ra, người Mạt Hạt còn là tổ tiên của người Nữ Chân sau này thành lập nhà Kim, nhà Thanh ở Trung Quốc nên các sử gia Trung Quốc cho rằng Đại Tộ Vinh và vương quốc Bột Hải thuộc lịch sử Trung Quốc.

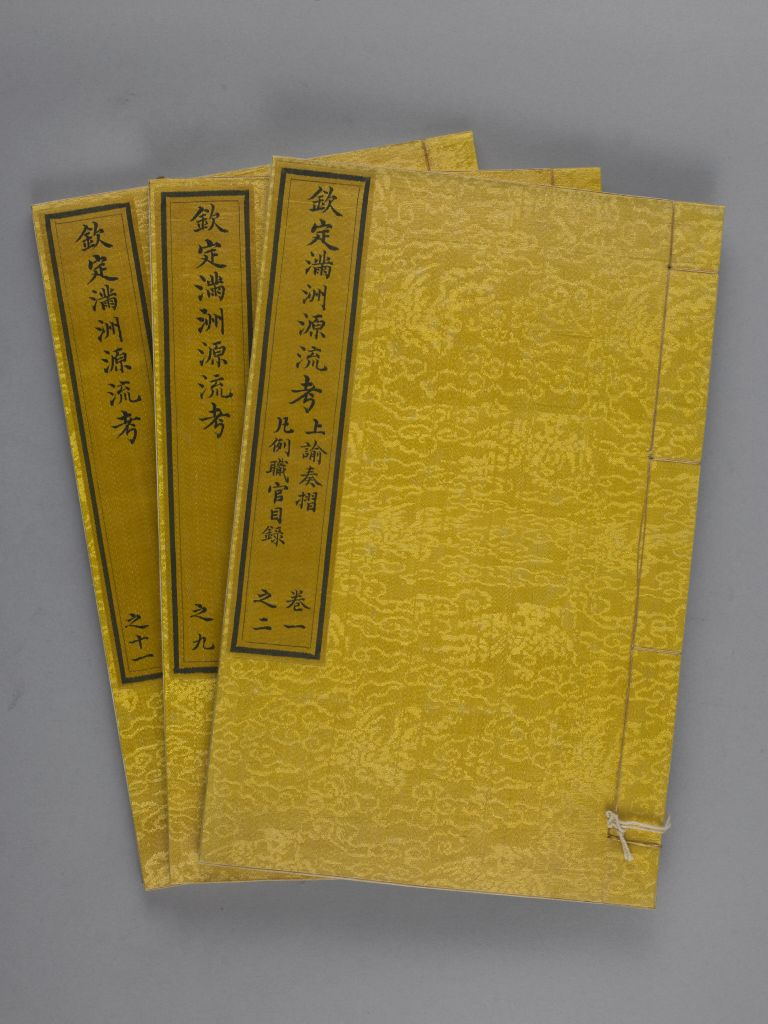
Hình ảnh về bộ sách Mãn Châu nguyên lưu khảo (滿洲源流考, Researches on Manchu Origins)

Năm 1777, nhà Thanh (đời vua Càn Long đã cho xuất bản bộ sách Mãn Châu nguyên lưu khảo (滿洲源流考, Researches on Manchu Origins). Nội dung của bộ sách này đã công nhận vương quốc Bột Hải là một phần lịch sử của người Nữ Chân và người Mãn Châu. Cũng do ngày nay người Mãn Châu đã trở thành một trong số những dân tộc thiểu số tại Trung Quốc nên người Trung Quốc coi vương quốc Bột Hải thuộc lịch sử quốc gia mình.
Dù triều đại Cao Ly từng coi vương quốc Bột Hải của Dae Jo-Young là "quốc gia anh em" với mình nhưng lịch sử của vương quốc Bột Hải chưa từng được đưa vào hệ thống sử sách của Cao Ly. Cho đến tận năm 1784, nhà sử học Yu Deuk-gong của nhà Triều Tiên (đời vua Triều Tiên Chính Tổ) cho phát hành bộ sách mang tên Balhaego (발해고, 渤海考, Bột Hải khảo). Đây là sự kiện khẳng định rằng lịch sử của vương quốc Bột Hải đã thuộc về dân tộc Triều Tiên. Tuy nhiên tại thời điểm bộ sách Balhaego này được phát hành thì người Nữ Chân đang cai trị Trung Quốc dưới hình thức là nhà Thanh (đời vua Càn Long). Các nhà sử học Triều Tiên và Hàn Quốc ngày nay đã thừa nhận rằng vương quốc Bột Hải là vương quốc kế thừa Cao Câu Ly, là một phần của Thời đại Nam–Bắc Quốc trong lịch sử Triều Tiên. 
Các sử gia Liên Xô ngày trước và Nga ngày nay cho rằng Đại Tộ Vinh là người Tungus ở Mãn Châu ngày xưa vì người Bột Hải có sự gắn kết mật thiết với người Nanai và người Udege thuộc người Tungus. Do đó, người Nga ngày nay công nhận Đại Tộ Vinh và vương quốc Bột Hải thuộc lịch sử Nga. Các sử gia Nhật Bản cho rằng Đại Tộ Vinh là người Túc Mạt Mạt Hạt ở Mãn Châu ngày xưa, vương quốc Bột Hải có mối liên hệ không thể tách rời với Nhật Bản trong suốt quá trình bang giao giữa hai nước ngày xưa, là tiền thân của Mãn Châu Quốc (1932 - 1945) do người Nhật Bản thành lập. Bởi vậy, người Nhật Bản ngày nay công nhận Đại Tộ Vinh và vương quốc Bột Hải thuộc lịch sử Nhật Bản.
Nhưng nói cho cùng, khả năng ông là người Cao Câu Ly vẫn là cao nhất. Cha của ông là Đại Trọng Tượng đã từng lãnh đạo quân người Cao Câu Ly chống lại nhà Đường, nhà Chu, bản thân ông lập ra vương quốc Bột Hải với khẩu hiệu muốn khôi phục lại Cao Câu Ly, luôn chiến đấu chống lại sự xâm lược của các triều đại Trung Quốc. Dưới sự điều khiển của nhà Đường và nhà Chu, người Cao Câu Ly tạm thời ẩn nấu tại Doanh Châu (nay thuộc Trường Xuân, tỉnh Cát Lâm, Trung Quốc), sau đó theo Đại Tộ Vinh sáng lập ra Bột Hải. Bột Hải chiếm lấy hầu hết đất đai của cựu vương quốc Cao Câu Ly, cai trị trong 228 năm, dùng ngôn ngữ Cao Câu Ly, chữ viết Cao Câu Ly. Các vua Bột Hải đều tự coi mình như là vị vua kế tục dân tộc Cao Câu Ly vậy. Theo sách "Loại Tụ quốc sử" (類聚國史) được viết tại Nhật Bản vào thế kỷ thứ IX, cho rằng vương quốc Bột Hải vốn là dân của Cao Câu Ly, nên các vua Bột Hải tất cũng là công dân của Cao Câu Ly. Phần lớn những người dân nước Bột Hải là người Cao Câu Ly, người Mạt Hạt chiếm số ít hơn (nhưng đến thời vua Đại Vĩ Hài thì dân số người Mạt Hạt nhiều hơn người Cao Câu Ly). Khi Bột Hải có quan hệ ngoại giao với Nhật Bản, vua Bột Hải cũng nói rằng mình là người kế nghiệp Cao Câu Ly.

## Gia đình
Bột Hải Cao Vương ít ra có hai người vợ được biết đến. Bà đầu tiên sinh cho ông 2 người con trai là Đại Vũ Nghệ (대조영, 大武藝, Dae Muye - Bột Hải Vũ Vương sau này) và Đại Môn Nghệ (대문예, 大門藝, Dae Munye). Ngoài ra, ông có con với bà thứ 2 cùng các bà sau, sinh ra 5 đứa con như Đại Xương Bột Giá (대창발가, 大昌勃價, Dae Changbalga), Đại Hồ Nhã (대호아, 大胡雅, Dae Ho-a), Đại Lãnh Nhã (대낭아, 大郎雅, Dae Nang-a), Đại Lâm (대림, 大琳, Dae Rim), Đại Bảo Phương (대보방, 大寶方, Dae Bo-bang). Việc vua Cao Vương lập Đại Vũ Nghệ làm Thế tử cũng là tất nhiên. Vì Đại Vũ Nghệ vừa là con trưởng, lại có chí như Dae Jo-Young nên mới được như vậy.
Sau này, một người con cháu của ông là Dae Jo-yeong đến sống ở Triều Tiên, đã làm rạng danh cơ nghiệp họ Đại của ông.

## Tôn vinh

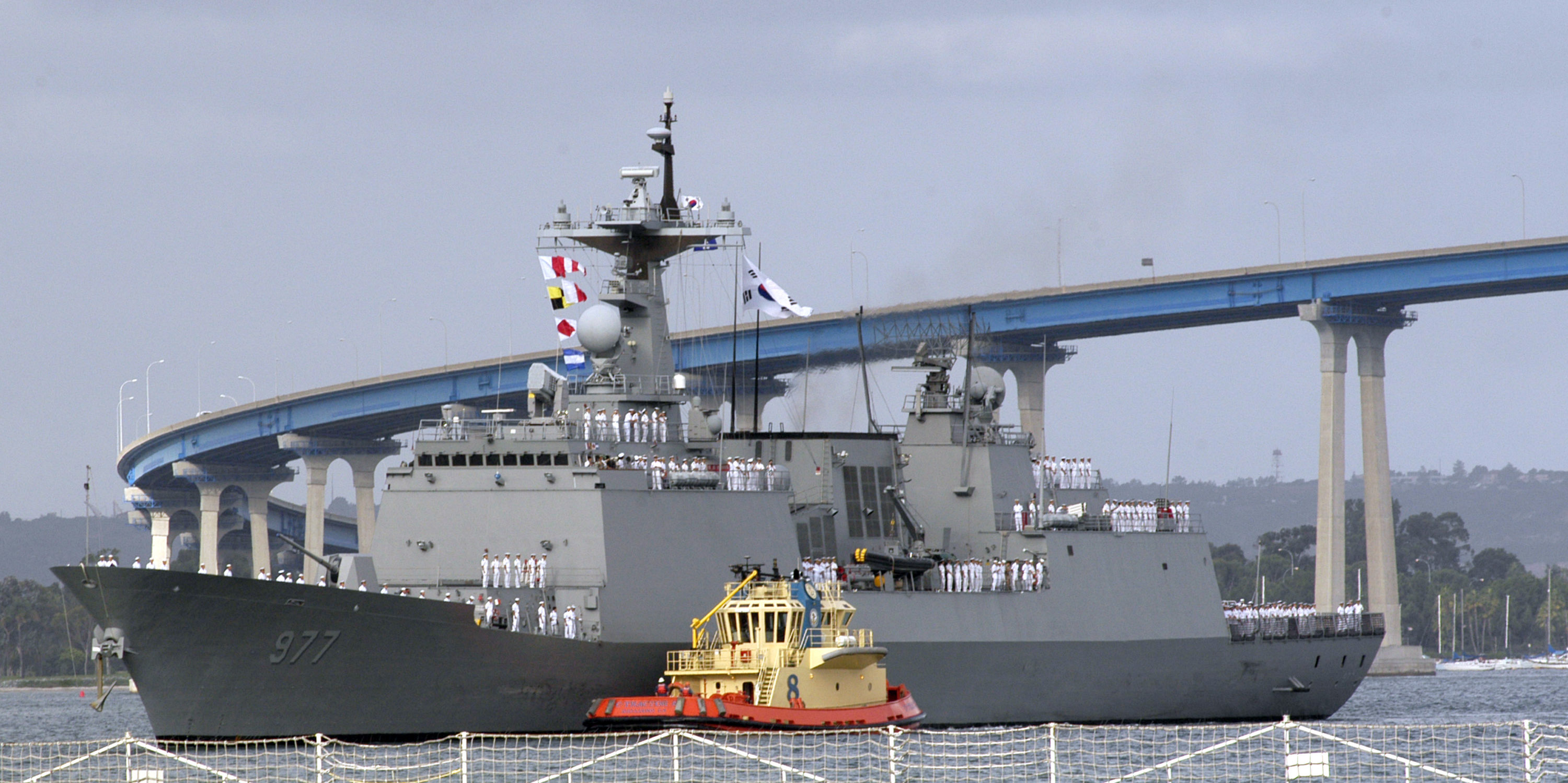
Tàu chiến hải quân ROK mang tên Dae Jo-yeong (Đại Tộ Vinh) tại San Diego, Mỹ.

Tàu khu trục lớp Chungmugong Yi Sun-sin thứ ba được Hải quân Hàn Quốc đưa vào hoạt động có tên là Dae Jo-yeong (Đại Tộ Vinh). Tàu khu trục lớp KDX-II được đặt tên theo những nhân vật quan trọng trong lịch sử Hàn Quốc như đô đốc Yi Sun-sin (Lý Thuấn Thần).
Nghi thức tổ tiên Chunbun được tổ chức hàng năm tại làng Balhae (Bột Hải), Gyeongsang Bắc để tưởng nhớ những thành tựu của Dae Jo-yeong (Đại Tộ Vinh). Thị trưởng thành phố Gyeongsan tham gia sự kiện mở cửa cho công chúng tham gia.

## Trong văn hóa đại chúng
Dae Jo Yeong - một bộ phim 134 tập của Hàn Quốc nói về cuộc đời của Bột Hải Vũ Vương Đại Tộ Vinh (do diễn viên kỳ cựu Choi Soo-jong thủ vai) - cũng đã được phát sóng vào các ngày Thứ bảy và Chủ nhật hàng tuần trên kênh KBS Drama từ ngày 16 tháng 9 năm 2006 đến ngày 23 tháng 12 năm 2007. Bộ phim này được nhiều đề cử và đã đạt rất nhiều giải thưởng ở các buổi lễ trao giải KBS Drama Awards 2006, KBS Drama Awards 2007, Korean Broadcasting Awards 2008 và Korea Drama Awards 2008. Bộ phim cổ vũ tinh thần yêu nước chống Trung Quốc xâm lược của dân Hàn Quốc, nhắc dân Hàn Quốc không được quên vùng đất của mẹ (ý nói vương quốc Bột Hải) đã mất hoàn toàn vào tay Trung Quốc ngày nay. Bộ phim được dân Hàn Quốc đánh giá là một trong những bộ phim truyền hình hay nhất mọi thời đại của lịch sử phim truyền hình Hàn Quốc.